# Bluthochzeit (Lorca)
Bluthochzeit (spanisch: Bodas de sangre) ist eine Tragödie von Federico García Lorca.
Sie ist die erste lyrische Tragödie des spanischen Autors. Lorca schrieb das Theaterstück 1933. Im gleichen Jahr wurde es am 8. März in Madrid uraufgeführt. Die erste Inszenierung im deutschsprachigen Raum fand 1944 in Zürich statt. Neben Yerma und Bernarda Albas Haus gehört es zur sogenannten „Bauerntrilogie.“
Lorca wurde zu diesem Stück durch eine Zeitungsmeldung vom Juni 1928 über ein Verbrechen in der spanischen Provinz inspiriert, als eine Hochzeitsgesellschaft auf der Suche nach der Braut auf die Leiche ihres Vetters stieß. Während das Stück in der Franco-Diktatur nicht aufgeführt werden durfte, verhalf es Lorca im deutschsprachigen Raum zu großer Bekanntheit.

## Inhalt

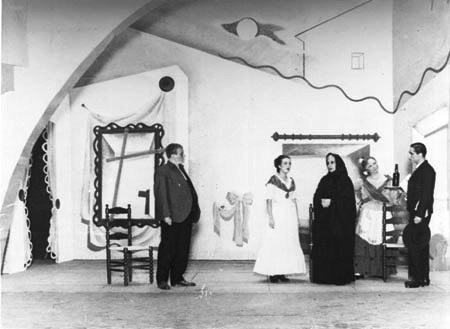
Szenenbild der Aufführung vom 22. November 1935 mit Margarita Xirgu (3. v. l.) in Barcelona.

### 1. Akt

#### 1. Bild
Im Wohnzimmer unterhalten sich die Mutter und der Bräutigam. Er bittet sie um ein Messer, woraufhin sie sich über Messer und Waffen allgemein aufregt. Man erfährt auch, dass ihr Mann und ihr älterer Sohn wohl in einem Familienzwist mit der Familie der Félix umgekommen sind. Der Sohn schafft es aber, sie zu beruhigen, lenkt das Thema auf seine bevorstehende Hochzeit und vereinbart mit seiner Mutter bald zu seiner Braut zu fahren, um um ihre Hand anzuhalten. Schließlich geht der Sohn ab und eine Nachbarin kommt zu Besuch. Da die Mutter die Braut kaum kennt, fragt sie die Nachbarin, ob sie etwas wisse, und erfährt von dieser, dass die Braut schon einmal mit Leonardo verlobt gewesen sei, was die Mutter sehr beunruhigt.

#### 2. Bild
Zu Beginn singen die Schwiegermutter und die Frau ein andalusisches Wiegenlied, damit das Kind einschläft. Nun kommt Leonardo nach Hause. Seine Frau fragt ihn, ob er am Ende der Ebene gewesen sei, was er verneint. Er scheint recht abgelenkt und verhält sich abweisend und unfreundlich. Danach erzählt Leonardos Frau von ihrer Cousine und deren bevorstehender Hochzeit. Leonardo reagiert eher verärgert und herrscht sie an, wobei er nicht erwähnt, dass er drei Jahre mit jener Frau verlobt war. Das Bild endet mit einer Wiederholung des andalusischen Wiegenlieds.

#### 3. Bild
Der Bräutigam und die Mutter sind zum Haus der Braut geritten und werden von der Magd empfangen. Der Vater kommt bald hinzu und es kommt zu einem Gespräch, in dem der Vater und die Mutter schon die Zukunft des Paares besprechen. Sodann tritt die Braut auf und wird von der Mutter kritisch begutachtet. Schließlich wird ein Termin für die Hochzeit vereinbart und die Mutter und der Bräutigam machen sich auf die Heimkehr. Es bleiben nur noch die Braut und das Dienstmädchen zurück. Die Braut ist sehr frustriert und scheint sich gar nicht auf die Hochzeit zu freuen. Als ihr die Dienerin erzählt, dass Leonardo die vorige Nacht vor ihrem Fenster gewesen sei, will sie es zuerst nicht glauben, aber dann hört man ein Pferd und sie stellen fest, dass es erneut Leonardo ist.

### 2. Akt

#### 1. Bild
Es werden die letzten Vorbereitungen für die Hochzeit getroffen und das Dienstmädchen macht die Braut zurecht. Plötzlich klopft es an der Tür und Leonardo betritt die Szene. Er erinnert die Braut an ihre gemeinsame Zeit und provoziert sie, aber die Braut lässt sich nicht darauf ein und beharrt weiterhin darauf sich anzupassen und zu heiraten. Dann folgt ein Dialog zwischen mehreren Leuten über die Braut und das Heiraten, mittlerweile sind auch die anderen Hochzeitsgäste eingetroffen und alles scheint seinen gewohnten Gang zu nehmen. Alle Hochzeitsgäste bis auf Leonardo und die Frau brechen auf. Zunächst will Leonardo nicht mit seiner Frau zusammen zur Kirche, sondern alleine reiten, aber schließlich fügt er sich.

#### 2. Bild
Es folgen weitere Vorbereitungen der Hochzeit und die Gäste erscheinen. Die Mutter und der Vater kommen und unterhalten sich über die Hochzeit, dabei kann die Mutter ihren Zorn und ihre Verbitterung nicht verbergen, und es folgen ständige Anspielungen auf die Vergangenheit. In diesem Bild herrscht ein stetiges Kommen und Gehen und alle Gäste haben gute Laune und sind ausgelassen, nur die Braut scheint bedrückt und niedergeschlagen. Sie sagt zu ihrem Bräutigam, sie werde sich einen Moment hinlegen und geht ab. Dann kommt Leonardos Frau und fragt, wo ihr Mann und sein Pferd denn seien. Sie ist die einzige, welche die verhängnisvollen Ereignisse schon vorherahnt. Die Mutter des Bräutigams, der Vater der Braut und der Bräutigam suchen die Braut, erfolglos. Kurz darauf wird festgestellt, dass die Braut fehlt. Dann betritt die Frau Leonardos die Szene und berichtet, dass ihr Mann mit der Braut geflohen sei, woraufhin die Verfolgung aufgenommen wird.

### 3. Akt

#### 1. Bild
Am Anfang treten drei Holzfäller auf, welche die Situation kommentieren. Dann folgt der Auftritt des Mondes, der mit der Bettlerin (sie repräsentiert den Tod) dazu beiträgt, dass es zum tödlichen Kampf kommt (Der Mond verleiht der Szene das nötige "blaue" Licht, wodurch man das Blitzen der Messer und die Akteure erkennen kann). Als der Bräutigam und ein Stallbursche sich nähern, kauert sich die Bettlerin hin, wird von den beiden aber doch entdeckt und will sie zu den Geflohenen führen. Dann folgt ein Wechsel zu Leonardo und der Braut. Sie reden darüber was passiert ist, fühlen sich aber nicht schuldig, sondern geben dem Schicksal die Schuld. Die Braut will ihn auch überreden, alleine weiter zu fliehen. Er lehnt ab, und schließlich töten sich Leonardo und der Bräutigam gegenseitig.

#### Letztes Bild
Am Anfang unterhalten sich mehrere Kinder darüber, was wohl bei der Hochzeit geschehen sei. Die Bettlerin kommt zu ihnen und erzählt von den Ereignissen beim Fluss. Dann kommt die Mutter mit der Nachbarin zurück. Sie scheint relativ gefasst und gefühllos. Als die Braut hinzukommt, um zu betonen, dass sie ihre Ehre behalten habe, schlägt die Mutter zunächst auf sie ein, hält aber ein und verfällt in Sarkasmus, woraufhin die Braut ihr Verhalten zu erklären versucht. Das Stück schließt mit einem Monolog der Mutter über das Motiv des todbringenden Messers.

## Interpretation
Lorca thematisiert den Konflikt zwischen Gefühl und Vernunft in den Zwängen einer archaischen und sittenstrengen Gesellschaft.
In der Beschreibung einer Inszenierung des Schauspielhauses Düsseldorf heißt es: „Rigide Traditionen, soziale Ungerechtigkeit, die menschenverachtende Praxis, Frauen aus materiellen Gründen an ungeliebte Männer zu verheiraten – vor diesen Hintergrund stellt Lorca die handelnden Personen. Seine Größe besteht darin, Figuren zu gestalten, Menschen, die sich mit der Doppelmoral, mit den Zwängen ihrer Gesellschaft nicht abfinden wollen, und koste es ihr Leben.“

### Archetypische Symbolik
In Lorcas Bluthochzeit (span. Bodas de Sangre) stößt man bei genauerer Interpretation des Textes auf einige „archetypische Symbole“, deren sich der Autor bedient. Dies sind Symbole, die der kanadische Literaturkritiker Northrop Frye wie folgt definiert: “[…] as a repeated or recurring symbol, which, without being a commonplace, tends to enrich tradition and establish a common basis for both the poet and his reader” . Allein der Titel mit dem Kompositum Bluthochzeit beinhaltet zum einen das Symbol des Blutes (der Lebenssaft aller Lebewesen dieser Erde, der zum Fortbestand der menschlichen und tierischen Existenz notwendig ist) und zum anderen das Wort Hochzeit (die Eheschließung zweier Menschen), die oft mit Liebe, Leidenschaft, Glück und Zuversicht verbunden ist. Zwei Elemente, die so den gesellschaftlichen Ablauf des Lebens sichern und charakterisieren.
Folgende Symbole in Lorcas Werk stellt Julian Palley in seiner Analyse Archetypal Symbols in “Bodas de Sangre” (1967) heraus:
- Das Messer (span. cuchillo) steht für den Tod, was im dritten Akt noch einmal mit der tödlichen Auseinandersetzung der beiden Protagonisten, dem Bräutigam und Leonardo verdeutlicht wird.
- Das Pferd  (span. caballo) in dem Stück steht symbolisch für die maskuline Stärke, Durchsetzungskraft und Potenz. Durchweg sind dies Eigenschaften, die sich auf Leonardo in diesem Werk beziehen. Julien Palley bemerkt hierzu: “The […] scene opens and closes with the lullaby Del caballo grande ... que no quiso el agua.”.
- Der Mond  (span. luna) ist ein immer wiederkehrendes Symbol in den Werken García Lorcas. Palley fügt hier hinzu: “Luna in the pages of our Andalusian poet is nearly always a symbol of death or sterility, closer, therefore, to the Ishtar ‘terrible mother’ or to Hecate than to Diana in her role of goddess of fertility. She appears together with muerte as early as Libro de poemas, where the moon, old and witch-like, buys pinturas a la muerte.” In Bluthochzeit steht der Mond hauptsächlich für Tod, Unfruchtbarkeit und Gewalt.
- Das Blut (span. sangre) steht für das Leben und zugleich für den gewaltsamen Tod.
- Der Weizen (span. trigo) steht symbolisch für das Leben bzw. die Lebensdauer. Bereits zu Beginn äußert die Mutter: „Los hombres, hombres; el trigo, trigo“.
- Die Orangenblüte  (span. azahar) wird zuerst zu Beginn des zweiten Aktes erwähnt, wo die Magd der Braut eine Krone aus Orangenblüten auf den Kopf setzt, während sie ihr beim Ankleiden behilflich ist. Die Braut wirft diese jedoch zu Boden, welches von der Magd als böses Omen gewertet wird. Die Orangenblüten können hier für zweierlei Dinge stehen: Hochzeit und Jungfräulichkeit. Palley sieht hier ebenfalls Parallelen zum griechischen Hymen.

## Bearbeitungen

### Musiktheater
- 1956 – Bodas de sangre – Oper von Juan José Castro
- 1957 – Bluthochzeit – Oper von Wolfgang Fortner
- 1964 – Vérnász – Oper von Sándor Szokolay
- 1975 – Bodas de sangre – Ballettstück von Antonio Robledo

### Hörspiele
- Bluthochzeit. ORF 1981. Gitarre: Leo Witoszynskyj, Regie: Rudolf Kautek.
- Bluthochzeit. DDR 1980. Komposition: Reiner Bredemeyer, Regie: Achim Scholz.
- Bluthochzeit. SRF 1966. Musik: Emil Moser, Regie: Robert Bichler.

### Verfilmungen
- 1978: Bluthochzeit (Studioaufzeichnung)
- 1981: Bodas de sangre (Bluthochzeit) – Regie: Carlos Saura. Mit Antonio Gades
- 2015: La novia – Regie: Paula Ortiz, 93 Min. (Spanien)